# 尼揚多馬
61°40′N 40°12′E / 61.667°N 40.200°E
尼揚多馬（俄语：Ня́ндома）是俄羅斯阿爾漢格爾斯克州南部的一個城市，距州府阿爾漢格爾斯克以南347公里。2002年人口22,619人。
1896年首見於文獻，1939年建市。